# Die Krupps
Die Krupps — німецький индастріал метал/І-Бі-Ем гурт, створений в 1980 році Юргеном Енглером (Jürgen Engler) та Бернвардом Малакою (Bernward Malaka) в Дюссельдорфі.

## Історія
Назва групи німецькою мовою вимовляється як «ді круппс», що веде своє походження від династії Крупп — однієї з основних промислових сімей Німеччини до, і під час Другої світової війни. У деяких інтерв'ю гурт заявив, що у фільмі «Загибель богів» 1969 року, італійського режисеру Вісконті, була зображена фіктивна німецька промислова династія Ессенбеків — що і стала головним джерелом натхнення.
Початкові ідеї гурту були засновані навколо надання сатирі світогляду німецької культури. В ранніх роботах Юрген Енглер використовував власноруч виготовлений сталофон (stahlophon) — помісь ксилофона і залізничних рейок. Це був величезний пристрій, що вимагав чималих фізичних зусиль для гри, але наближав гравця до ідеалу працівника саме індустріальної країни.
В 1981 році гурт покинув Ральф Дорпер (Ralf Dorper) з початкового складу, який створив високо оцінені ранні записи «Stahlwerksynfonie» і «Wahre Arbeit Wahrer Lohn», щоб в 1982 році заснувати гурт Propaganda. Propaganda став одним з небагатьох німецьких гуртів, які були успішними на міжнародному рівні в 80-і роки.
Впродовж 1980-х років, початкове звучання Die Krupps, поєднувало  синтезатори та металеву перкусію. Die Krupps, в цей час, відіграє ключову роль в поширені Європою Electronic Body Music і  співпрацює в 1989 році з британським гуртом Nitzer Ebb. У 1992 році вони почали використовувати гітари і додали звучання запозиченого з хеві-метал, яке відбилося у випуску їх альбому I і EP Tribute To Metallica, що складався з кавер-версій Metallica. Об'єднання електронних і металевих елементів було новаторським рухом, яке призвело до ряду інших ліній використання за допомогою комбінацій електронних / металевих звуків — як своєрідна матриця до інших індустріальних звучань. Група продовжувала грати в тому ж дусі впродовж 1990-х років, випустивши II — The Final Option (під впливом альбому Head Machine групи Deep Purple), в 1993 році виходить більш експериментальний і замислений III — Odyssey of the Mind. В 1995 році з'являється альбом Paradise, з ще сильнішим впливом металу, проте в 1997 році гурт розпався.
Юрген Енглер заснував власний проект DKay.com і випустив два альбоми в 2000 і 2002 роках.
В 2005 році команда Die Krupps знову збирається для виступів на деяких великих європейських фестивалях, а також для сольних виступів в 2005 і 2006 роках. Восени 2007 року були випущені два найбільших альбоми хітів, щоб відсвяткувати 25-ту річницю Die Krupps: «Too Much History — The Electro Years Vol 1» і «Too Much History — The Metal Years Vol 2», в форматі діджіпак. Обидва альбоми були об'єднані в 2-диска. «Too Much History».
Альбом містив перезаписи найбільших хітів майже кожного альбому, які група випустила в минулому, плюс кілька невиданих нових треків, в тому числі The Great Divide, 5 Millionen і кілька спільних треків, з Client B гурту Client та Дугласом Маккарті з Nitzer Ebb.
Впливовий бек-каталог Die Krupps було перевидано і розширено. Так було перевидано чотири попередніх альбоми «Stahlwerksynfonie» «Volle Kraft Voraus», «І» і « Final Option».
Щоб відсвяткувати тридцять років «Справжньої роботи» Die Krupps оголосили про створення спільного європейського турне з Nitzer Ebb навесні 2011 року.
28 серпня 2015 року Die Krupps повернувся з новим релізом альбому 'V — Metal Machine Music ". Відбулося повернення до чітко заснованих гітарних партій кінця 90-х років, але нові пісні показали значно підвищений рівень агресивності, в поєднанні важких гітар і потужних секвенсорів.

## Склад

### Перший склад
Юрген Енглер (Jürgen Engler) — вокал, синтезатори і програмування
Ральф Дорпер (Ralf Dörper) — синтезатори і програмування
Марсель Цюрхер ( Marcel Zürcher) — гітара
Волкер Борхерт (Volker Borchert) — живі ударні
Нільс Фінкейсен ( Nils Finkeisen) — жива гітара

### Колишні учасники
Рюдігер Еш (Rüdiger Esch) — бас гітара (1982 —  2011)
Крістоф «Нюк» Міхелфейт (Christoph «Nook» Michelfeit) — ударні, електронні ударні (2011)
Бернвард Малака (Bernward Malaka) — бас-гітара
Франк Коллгес (Frank Köllges) — ударні
Єва Гослінґ (Eva Gossling) — саксофон
Христина Шнекенбюрґер (Christina Schnekenburger) — клавішні
Вальтер Джагер (Walter Jäger) — клавішні, ефекти
Крістофер Лейц (Christopher Lietz) — програмування, семпли
Лі Алтус (Lee Altus) — гітара
Дарен Мінтер (Darren Minter) — ударні
Георг Левс (George Lewis) — ударні
Олівер Рол (Oliver Röhl) — ударні
Ашім Фарбер (Achim Färber) — ударні (2005 — 2008)

## Дискографія

### Студійні альбоми
- 1981: Stahlwerksinfonie (LP/CD)
- 1982: Volle Kraft voraus! (LP/CD)
- 1985: Entering the Arena (LP/CD)
- 1992: I (LP/CD)
- 1993: II — The Final Option (LP/CD)
- 1994: The Final Remixes (2LP/CD)
- 1995: III — Odyssey of the Mind (LP/CD)
- 1997: Paradise Now (CD)
- 2011: The Final Option (Re-Release)
- 2013: The Machinists of Joy (CD, ltd 2CD)
- 2015: V — Metal Machine Music (CD, ltd 2CD)

### Сингли та малі альбоми (EP)
- 1981: Wahre Arbeit, Wahrer Lohn (LP/CD)
- 1982: Wahre Arbeit, Wahrer Lohn (7″)
- 1989: Machineries of Joy feat. Nitzer Ebb (7″, 12″, Remix 12″, Promovideoclip)1991: Germaniac Germaniac 2001 (12″/MCD)
- 1991: Metal Machine Music feat. Accuser (12″/MCD, Promovideoclip)
- 1992: The Power (12″/MCD)
- 1992: A Tribute to Metallica (CD)
- 1993: Nothing Else Matters / Enter Sandman (Promo-CD, NEM Promovideoclip)
- 1993: Enter Sandman (12″)

- 1993: Fatherland (12″/MCD, Promovideoclip)
- 1994: To the hilt (12″/MCD, Promovideoclip)
- 1993: Crossfire (MCD, Promovideoclip)
- 1994: Bloodsuckers (12″/Double-MCD, Promovideoclip)
- 1994: Fatherland / To the Hilt (Final Remixes) (12″)
- 1995: Isolation (12″/MCD, Promovideoclip)
- 1995: Scent (MCD, Promovideoclip)
- 1996: The Last Flood (Promovideoclip)
- 1996: The Remix Wars (vs. Front Line Assembly) (CD-EP)
- 1997: Fire feat. Arthur Brown (MCD, Promovideoclip)
- 1997: Rise up (12″/MCD, 3x Promovideoclip)
- 1997: Black Beauty, White Heat (MCD, Promovideoclip)
- 2005: Wahre Arbeit Wahrer Lohn (Remix feat. Douglas McCarthy) (MCD)
- 2009: Volle Kraft Null Acht (Remix-CD)
- 2010: Als wären wir für immer (CD-EP)

### Антології
- 1991: Metall Maschinen Musik 91-81 Past Forward (2LP/CD)
- 1997: Foundation (Kompilation, CD)
- 2007: Too Much History — Vol. 1 The Electro Years (CD)
- 2007: Too Much History — Vol. 2 The Metal Years (CD)
- 2007: Too Much History — Limited Edition (2-CD-Set)
- 2011: Join in the Rhythm of Machines zusammen mit Nitzer Ebb (MCD)
- 2012: Industrie-Mädchen (MCD)
- 2013: Risikofaktor (EP, Promovideoclip)
- 2013: Nazis on Speed (Promovideoclip)
- 2014: Robo Sapien (MCD, Promovideoclip)
- 2015: Battle Extreme / Fly Martyrs Fly (MCD)

### Збірки виступів та каверів (tributes)
- 2006 Extended Electronics
- 2007 This Is Industrial Hits Of The '90s
- 2010 Advanced Electronics Vol. 8
- 2011 The Dark Box — The Ultimate Goth, Wave & Industrial Collection 1980—2011
- 2013 Russian Industrial Tribute To Die Krupps
- 2014 Elektrozorn Vol. 1
- 2016: Live im Schatten der Ringe (CD/DVD/Blu-ray)